# Валрам II (Цвайбрюкен)
Валрам II фон Цвайбрюкен (на немски: Walram II von Zweibrücken, * ок. 1298, † 29 септември 1366) от династията на Валрамидите е граф на Графство Цвайбрюкен от 1311 до 1366 г. и щатхалтер в Лотарингия (1356 – 1364).
Валрам II е считан за най-значимия от редицата на графовете на Цвайбрюкен, който разширява значително територията на графството.

## Биография
Той е единственият син на граф Симон II фон Цвайбрюкен († 1311/1312) и съпругата му Агнес фон Саарбрюкен († преди 1337), дъщеря на граф Йохан I фон Саарбрюкен († 1342).
След ранната смърт на баща му през 1311/1312 г. още много малкият Валрам го последва като граф на Цвайбрюкен, под регентството на майка му Агнес фон Саарбрюкен до около 1327 г. След това му помага граф Еберхард фон Цвайбрюкен-Бич († пр. 1321), братът на дядо му.
По време на управлението на Валрам II през 1352 г. Цвайбрюкен заедно с Хорнбах е издигнат на град от крал Карл. Това става понеже Валрам помогнал на Карл в борбата му за короната с Гюнтер фон Шварцбург.
Дядо му, Валрам I, през 1297 г. разделя с брат си Еберхард наследеното графство на две самостоятелни територии. Така се основава графството Цвайбрюкен-Бич. На 13 септември 1333 г. Валрам II и граф Симон I фон Цвайбрюкен-Бич сключват договор за крайната подялба на фамилиите Цвайбрюкен-Цвайбрюкен и Цвайбрюкен-Бич.
По време на Райхстага в Нюрнберг през 1356 г. станалият император Карл IV издига Валрам на императорски щатхалтер на Лотарингия и той е на тази служба до 1364 г.

## Фамилия
Валрам II се жени за Рената Йохана графиня на Бар-Пирефорт. Те имат един син:
- Еберхард (* сл. 1325, † 10 декември 1394), женен за Лизе графиня на Велденц. Еберхард е последният граф на Цвайбрюкен